# Mohammed Yusuf (Fußballspieler)
Mohammed Yusuf (* 5. November 1983 in Nigeria) ist ein nigerianischer Fußballspieler.

## Karriere

### Verein
Der Verteidiger gewann die CAF Champions League 2003 und 2004 mit dem Enyimba FC, bevor er 2006 zu Al-Hilal in den Sudan wechselte. Mit Al-Hilal wurde er 2005, 2006 und 2007 sudanesischer Meister.
Am 23. Januar 2009 wechselte er zum FC Sion. Mohammed musste sich einer medizinischen Untersuchung unterziehen und handelte mit dem FC Sion eine Dreieinhalbjahresfrist aus, in der die Ablösesumme bezahlt werden konnte. Der damals 24-jährige Mohammed trat in die Fußstapfen seines Landsmannes Obinna Nwaneri, der schon zwei Jahre zuvor zum FC Sion gewechselt war. Trotz Angeboten von beispielsweise Paris Saint-Germain, entschied sich Yusuf jedoch, seinen Vertrag beim FC Sion zu verlängern.
Im Mai 2010 kehrte er zu Al-Hilal Khartum zurück und spielte dort noch bis zum Ende der Saison 2012. Über weitere Karrierestationen ist darüber hinaus nichts bekannt.

### Nationalmannschaft
Yusuf absolvierte von 2008 bis 2011 insgesamt 14 Länderspiele für die Nigerianische Fußballnationalmannschaft.

## Erfolge und Titel
- CAF Champions League 2003 & 2004
- Meister der Sudan Premier League 2005, 2006 und 2007